# GSC3982-3167
GSC3982-3167 — хімічно пекулярна зоря спектрального класу A3, що має видиму зоряну величину в смузі V приблизно 10,9.